# Гіркокаштан китайський
Гіркокашта́н кита́йський (Aesculus chinensis) — багаторічна рослина родини сапіндових. Ендемік Китаю. Лікарська і декоративна культура.

## Опис
Листяне дерево з розлогою кроною заввишки до 25 м. Гілля голе, молоді пагони запушені. Черешки 7-15 см завдовжки, голі або запушені. Листки темно-зелені, гладкі, пальчасті, зазвичай складені з 5-7 (інколи з 9) листочків. Кожен листочок довгасто-ланцетної або яйцеподібної форми, з округлою або злегка серцеподібною основою, з зубчастим краєм, завдовжки 8-30 см і завширшки 3-10 см.
Суцвіття — гола або запушена, циліндрична волоть 15-35 см завдовжки та 2,5-12 см завширшки. Квітконіжки завдовжки 2-8 мм. Квітки білі з жовтими плямами, запашні. Чашечка квітки 3-7 мм завдовжки, гола або волохата з зовнішнього боку. Оцвітина складається з 4 пелюсток 8-14 мм завдовжки. Тичинок 6-7, їх довжина становить 18-30 мм. Плоди — обернено-яйцеподібні або яйцеподібні коробочки діаметром 3-4,5 см. Оболонка плоду завтовшки 1-6 мм, жовтувато-коричнева, гладка. Насінини відносно великі (їх діаметр становить 2-4,5 см), коричневі з білуватою плямою, що займає від ⅓ до ½ поверхні. Квітне у квітні-червні. Плодоносить у вересні-жовтні.

## Поширення
Ареал цього виду не виходить за межі Китаю, де він зустрічається у провінціях Гуандун, Чунцін, Ганьсу, Ґуйчжоу, Хенань, Хайнань, Хубей, Цзянсу, Шеньсі, Юньнань та Сичуань. Культурні насадження цього виду можна зустріти у провінціях Хебей, Хенань, Цзянсу, Шаньсі, Чжецзян. В природі гіркокаштан китайський зростає у листяних лісах, вздовж річок, на схилах гір і пагорбів, в ущелинах, на узбіччях доріг. Великі популяції зустрічаються на висоті 2000 м над рівнем моря, а поодинокі дерева можна знайти на висотах до 2300 м.

## Застосування
На батьківщині з гіркокаштану китайського виготовляють екстракт, який містить вітамін Е. Це дерево здавна відоме як декоративне і вирощується біля храмів і будинків. Номінальний підвид взагалі відомий лише у культурі: в природі не зафіксовано жодного місця зростання цього таксона.

## Систематика
Гіркокаштан китайський належить до секції Calothyrsus, до якої окрім нього відносяться гіркокаштани ассамський і каліфорнійський. Деякий час неясними залишалися його відносини з гіркокаштаном Вільсона, з яким він пов'язаний багатьма перехідними формами. Гіркокаштан китайський, описаний в 1833 році, був відомий лише у культурі, а гіркокаштан Вільсона, хоча й був описаний у 1913 році, відомий і у дикому стані. В 2005 році гіркокаштан Вільсона набув статусу підвида гіркокаштану китайського.

### Підвиди
- Aesculus chinensis var. chekiangensis (Hu & W.P.Fang) W.P.Fang
- Aesculus chinensis var. chinensis
- Aesculus chinensis var. wilsonii (Rehder) Turland & N.H.Xia

## Синоніми
- Aesculus chekiangensis Hu et Fang
- Pawia chinensis Kuntze